# 阮文鍾

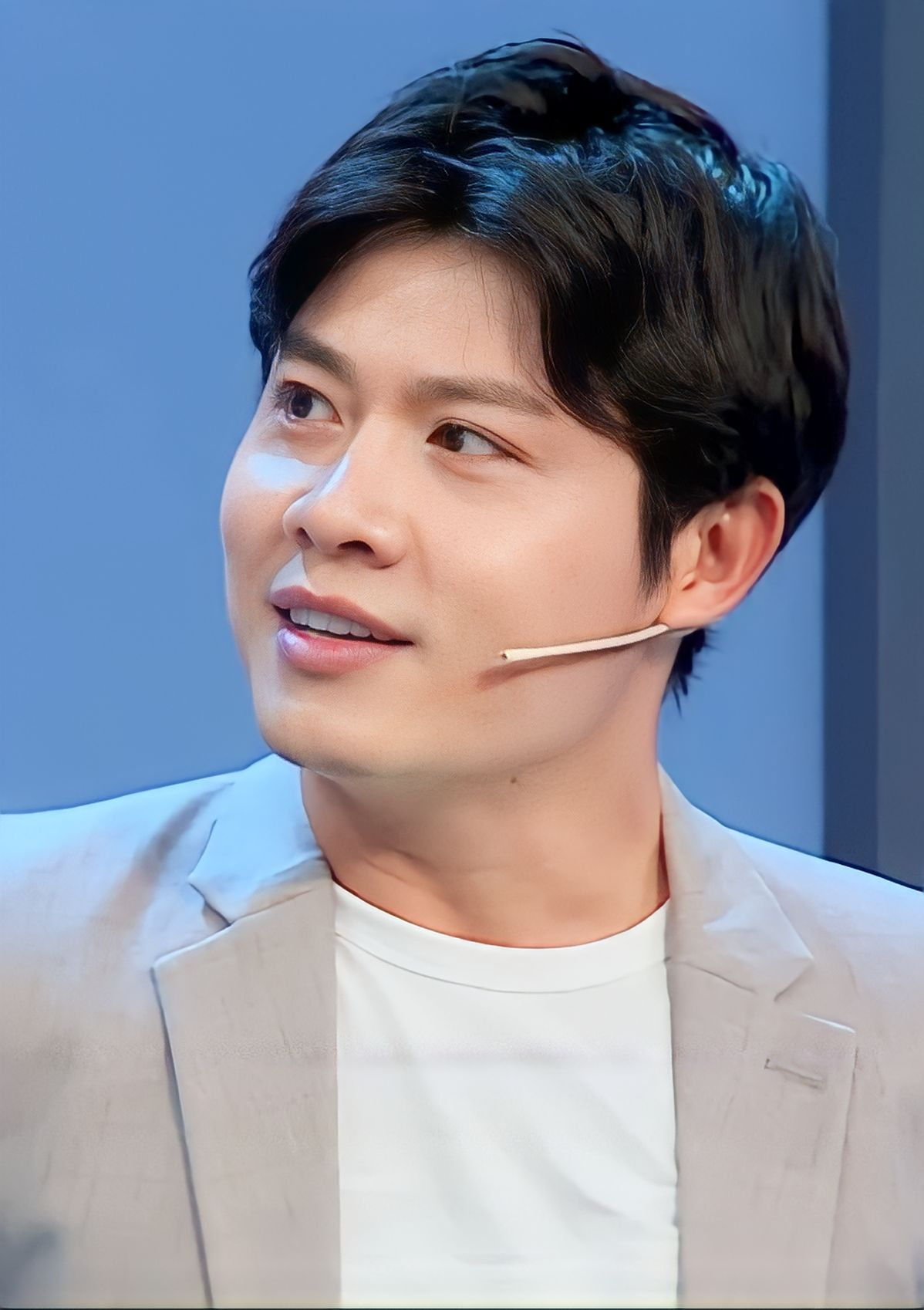
阮文鍾, 2022

阮文鍾（1983年4月12日—），越南青年音樂家、作曲家。畢業於胡志明市黎鴻峰高級中學。善於創作情歌旋律，曾成功打造了慶方、潘明等歌手的歌曲。其代表性創作曲目有慶玉、日精英演唱的《哭泣的月亮》（Vầng Trăng Khóc）、慶方演唱的《雲的倒影》（Hình Bóng Của Mây）等。

## 外部連結
- YouTube上的哭泣的月亮
- YouTube上的雲的倒影